# 1829 en musique
| \| • Retour à la chronologie générale de la musique populaire • \| |
| XXIe siècle • XXe siècle • XIXe siècle • XVIIIe siècle XVIIe siècle • XVIe siècle • XVe siècle • XIVe siècle XIIIe siècle • XIIe siècle • XIe siècle • Xe siècle IXe siècle • VIIIe siècle • Haut Moyen Âge • Rome • Grèce |
| • Retour à la chronologie générale de la musique populaire • |

| • Retour à la chronologie générale de la musique populaire • |

| Années de la musique populaire : 1826 - 1827 - 1828 - 1829 - 1830 - 1831 - 1832    |
| Décennies de la musique populaire : 1790 - 1800 - 1810 - 1820 - 1830 - 1840 - 1850 |

## Événements
- 6 mai : Cyrill Demian dépose, avec ses fils Carl et Guido, un brevet pour l’accordion, ancêtre de l’accordéon moderne[1].
- 19 juin : Charles Wheatstone obtient un brevet à Londres pour le « symphonium » ; il dépose un brevet en février 1844 pour une version améliorée rebaptisé « concertina »[2].

- Oskar Ludwig Bernhard Wolff (de) publie  à Leipzig sous le titre d'Egeria un recueil de chansons populaires italiennes, collectées par son ami Wilhelm Müller lors de son voyage en Italie en 1817[3].

## Naissances
- 4 mars : Émile Carré, goguettier, poète et chansonnier français († 1er septembre 1892).
- 6 septembre : Harfenjule, surnom de Luise Nordmann, chanteuse de rue allemande à Berlin, morte en 1911.
- Date précise inconnue :
  - José Patiño González dit Maestro Patiño, guitariste de flamenco espagnol, mort en 1902.

## Décès
- 30 novembre : Charles Dovalle, poète français, auteur de poésies en forme de chansons, Bergeronnette, Mon Rêve, Le Curé de Meudon, Le Sylphe (° 23 juin 1807).